# 秦氏钻毛蕨
秦氏钻毛蕨（学名：Davallodes chingiae）为骨碎补科钻毛蕨属下的一个种。